# Worlingham
Worlingham is een civil parish in het bestuurlijke gebied East Suffolk, in het Engelse graafschap Suffolk met 3.730 inwoners.